# Randa Kassis
Randa Kassis (arabul: رندة قسيس Damaszkusz, 1970. október 8. –) francia-szíriai szekuláris politikus, a szíriai Bassár el-Aszad rezsim ellenzékének vezető alakja, Damaszkuszban született. A Plurális Társadalomért Mozgalom alapítója és elnöke, továbbá az Astana Platform elnöke. 2012 augusztusáig a Szíriai Nemzeti Tanács tagja volt.

## Életrajz
2012 augusztusáig a Szíriai Nemzeti Tanács tagja volt. Randa Kassis a világi és demokratikus szírek koalíciójának volt elnöke, a Szíriai Nemzeti Tanács tagja.  A világi és demokratikus szírek koalícióját, a világi és demokratikus szíriai ellenzék magját egy tucatnyi muszlim, keresztény, arab és kurd párt uniója hozta létre, akik Szíria kisebbségeit szólították fel, hogy támogassák a Bassár el-Aszad kormánya elleni harcot.
2010-ben Kassis kommentárjaival és írásaival kulcsszerepet játszott a tunéziai forradalomban. Az Arab Tavasz lendülete őt is fellelkesítette ahhoz, hogy visszatérjen a szíriai politikai életbe, és 2012 októberében megalapította a Plurális Társadalomért Mozgalmat.
yilatkozatai révén - melyekben számos alkalommal figyelmeztette a szíriai ellenzéket a muszlim fundamentalizmus erősödésére - Kassis többé nem tagja a Szíriai Nemzeti Tanácsnak.
Randa Kassis 2015-ben indította az asztanai platformot, miután megkérte Kazahsztán elnökét egy mérsékelt szíriai ellenzéket összefogó platform létesítésére. Az asztanai platform ülésének moderátora Baghdad Amreyev kazah nagykövet volt, a nyitó ülést Erlan Idrissov kazah külügyminiszter vezette. ülés moderátora Fabien Baussart, a Politikai és Külügyi Központ (CPFA) elnöke volt. 
Randa Kassis a Moszkva/Asztana csoportok színében részt vett a 2016-os genfi béketárgyalásokon. Qadri Jamill el társelnöke a Szíriai Szekuláris és Demokratikus Ellenzéki Delegációnak. Egyes ellenzéki tagok kritizálják a Bashar al-Assad rezsimmel együtt történő politikai átállást javasló- és a polgárháború orosz beavatkozását támogató álláspontját..
2018. január 13-án Randa Kassis - az asztanai platform egyéb tagjával az Astana platform elnökeként vett részt a Szíriai Nemzeti Tanácson.  Kassis hangsúlyozta, hogy a szíriai békefolyamatok megvalósításához elengedhetetlen egy alkotmányügyi bizottság kiépítése, a javaslatot az ENSZ és az Astana troika – Oroszország, Irán és Törökország – később elfogadta.

## Bibliográfia
- Crypts of the Gods, Randa Kassis, Editions E- Kutub, 2013 (angol)[24] [25]
- Le Chaos Syrien, Randa Kassis és Alexandre del Valle, Editions Dhow, 2014 (francia)[26] [27]
- Comprendre le chaos syrien, des révolutions arabes au jihad mondial, L'Artilleur, 2016 (francia)[28]
- La Syrie et le Retour de la Russie, Editions des Syrtes, 2018 (francia)[29]